# Aeropuerto César Gaviria Trujillo
El Aeropuerto César Gaviria Trujillo (IATA: PDA, OACI: SKPD) conocido anteriormente como Aeropuerto Obando es un aeropuerto en Colombia que sirve a la ciudad de Inírida. El aeropuerto recibe vuelos semanales de la aerolínea estatal Satena, la única que llega a este terminal, desde Bogotá y Villavicencio. También llegan las aerolíneas de carga Aerosucre y Aercaribe. El aeropuerto es de operación diurna pero próximamente avanzará a operación nocturna con la modernización inaugurada por el vicepresidente puesto que carecía de las luces de aeronavegación en la pista.

## Historia
El aeropuerto de Inírida, César Gaviria Trujillo, fue hecho primero bajo el nombre de Aeropuerto Obando, cuando el municipio poseía ese nombre, Puerto Obando, a mediados de 1980, la pista no se había pavimentado, fue hecha principalmente para vuelos de carga en DC-3 y vuelos comerciales, la aerolínea que llegaba en ese momento era Líneas Aéreas La Urraca, aerolínea próxima a desaparecer. La pista, logró ser pavimentada en 1990, bajo la supervisión de César Gaviria Trujillo, en ese entonces, presidente de Colombia.
El aeropuerto cambia de nombre en honor al político, llamándose Aeropuerto César Gaviria Trujillo, a partir de ahí, llegan las aerolíneas de carga y de transporte de pasajeros Aerosucre y Satena las cuales actualmente operan en la renovada terminal.
En 2016 llega la aerolínea de carga Aercaribe, para llevar las necesidades y el comercio del pueblo.
El aeropuerto es caracterizado principalmente por ser centro de creación de aerolíneas, tales llamadas "Nativas", que operan sólo en los llanos orientales.
En 2016, fue aprobado un contrato, para la modernización y ampliación de pista al aeropuerto, por lo que, el aeropuerto tiene capacidad para que aterricen A320, y sus variantes, además de DC-3, Boeing 727 y variantes. El aeropuerto fue dotado con carro de bomberos, y próximamente poseerá controladores aéreos.
La pista fue nuevamente señalizada, y ampliada, actualmente son aprox. 2000mts. de largo y 38 de ancho.

## Destinos
- Satena
  - Bogotá / Terminal Puente Aéreo
  - Villavicencio / Aeropuerto Vanguardia

### Destinos de Carga
- Aerosucre
  - Bogotá / Aeropuerto Internacional El Dorado

- Aercaribe
  - Bogotá / Aeropuerto Internacional El Dorado

## Aeronaves

### Aeronaves de pasajeros
- Satena
  - Embraer ERJ-170-100SL
  - Embraer ERJ-145 (Sólo si el Embraer 170 está en mantenimiento)
  - ATR 42-500 (Si las demás aeronaves están ocupadas o en mantenimiento)

### Aeronaves de Carga
- Aerosucre
  - Boeing 737-200

- Aercaribe
  - Boeing 737-400